# João Silva (calciatore 1999)
João Pedro Eira Antunes da Silva, noto semplicemente come João Silva (Braga, 14 gennaio 1999), è un calciatore portoghese, difensore del Sport Recife.

## Carriera
Cresciuto nel settore giovanile dello Sporting Lisbona, nel 2020 viene promosso nella squadra B del club biancoverde, dove debutta il 4 ottobre nel match di Segunda Liga vinto 2-0 contro il Praiense.
Il 6 febbraio 2021 passa a titolo definitivo all'Istria 1961.

## Statistiche
Statistiche aggiornate al 17 dicembre 2021.

### Presenze e reti nei club
| Stagione        | Squadra            | Campionato      | Campionato | Campionato | Coppe nazionali | Coppe nazionali | Coppe nazionali | Coppe continentali | Coppe continentali | Coppe continentali | Altre coppe | Altre coppe | Altre coppe | Totale | Totale | Totale |
| Stagione        | Squadra            | Comp            | Pres       | Reti       | Comp            | Pres            | Reti            | Comp               | Pres               | Reti               | Comp        | Pres        | Reti        | Pres   | Reti   |        |
| --------------- | ------------------ | --------------- | ---------- | ---------- | --------------- | --------------- | --------------- | ------------------ | ------------------ | ------------------ | ----------- | ----------- | ----------- | ------ | ------ | ------ |
| 2020-gen. 2021  | Sporting Lisbona B | LdH             | 11         | 0          |                 | -               | -               |                    | -                  | -                  |             | -           | -           | 11     | 0      |        |
| gen.-giu. 2021  | Istria 1961        | 1.HNL           | 10         | 0          | CC              | 1               | 0               |                    | -                  | -                  |             | -           | -           | 11     | 0      |        |
| 2021-2022       | Istria 1961        | 1.HNL           | 15         | 1          | CC              | 3               | 0               |                    | -                  | -                  |             | -           | -           | 18     | 1      |        |
| Totale carriera | Totale carriera    | Totale carriera | 36         | 1          |                 | 4               | 0               |                    | 0                  | 0                  |             | -           | -           | 40     | 1      |        |